# Radar Rat Race
Radar Rat Race (ook wel Katz & Maus) is een videospel voor de Commodore VIC-20 en Commodore 64. Het spel werd uitgebracht in 1981.
De game was een van de dertig spellen van Commodore die als cartridge op de markt kwam. Het was een kloon van het Namco arcadespel Rally-X.

## Spelbeschrijving
De speler leidt een muis door een groot doolhof. De camera volgt de muis en toont slechts een klein deel van het doolhof op een gegeven moment. De speler wordt achtervolgd door ten minste drie ratten. Het doel is om alle stukjes kaas op te eten, die voor de hele doolhof worden getoond op een radarscherm, zonder gepakt te worden door een rat of tegen een stilstaande kat te botsen. Door de joystickknop in te drukken kan de muis een beperkte hoeveelheid magische stof verspreiden die de ratten verwarren voor zo'n vijf seconden. Zodra de ronde voltooid is begint het spel opnieuw met meer ratten en een snellere speelsnelheid.
Het spel wordt vergezeld door een razende, ritmisch gewijzigde versie van een frase uit het Engelse kinderliedje Three Blind Mice dat eindeloos herhaald wordt.

## Platforms
| jaar | platform     |
| ---- | ------------ |
| 1981 | VIC-20       |
| 1982 | Commodore 64 |

## Ontvangst
| Beoordeeld door | Platform     | Datum        | Score |
| --------------- | ------------ | ------------ | ----- |
| Tilt            | VIC-20       | januari 1983 | 83%   |
| Tilt            | Commodore 64 | januari 1983 | 83%   |
| TeleMatch       | VIC-20       | juli 1983    | 8%    |